# کلیسا (کلبجر)
کلیسا (ترکی آذربایجانی: Kilsə) یک منطقهٔ مسکونی در جمهوری آرتساخ است که در استان شاهومیان واقع شده‌است.